# Station Oberhausen-Osterfeld Süd
Station Oberhausen-Osterfeld Süd is een spoorwegstation in de Duitse plaats Oberhausen. Het station werd in 1873 geopend.